# George Hindrich Barfod
George Hindrich Barfod, född 1739, död 1768 i Helsingborg, var en svensk militär och Timmermansordens grundare.
Barfod, som var löjtnant, var första generalguvernör efter att 1761 instiftat Stockholmshyddan S:t Georgii. Numera finns endast denna hydda med namn efter Barfod kvar av orden.
Barfod var bror till författaren Johan Kristoffer Georg Barfod.